# Kunsia
A Kunsia az emlősök (Mammalia) osztályának rágcsálók (Rodentia) rendjébe, ezen belül a hörcsögfélék (Cricetidae) családjába tartozó nem.

## Rendszerezés
A nembe az alábbi 2 faj tartozik:
- Kunsia fronto Winge, 1887
- Kunsia tomentosus Lichtenstein, 1830 - típusfaj